# Sampo (Schiff)
Die Sampo ist ein finnischer Eisbrecher. Sie wurde 1960 bei der Wärtsilä-Werft in Hietalahti gebaut und versah bis Anfang der 1990er Jahre in behördlichem Auftrag ihren Dienst in der nördlichen Ostsee.
Nachdem sie außer Dienst gestellt geworden und in private Hände gekommen war, erhielt sie einen Ausbau mit verschiedenen Einrichtungen für Passagiere und bietet seither Raum für bis zu 150 Personen. Weiterhin unter finnischer Flagge unternimmt sie ausgehend vom Hafen Kemi meist kurze Eisfahrten vor der lappländischen Küste. Die Sampo ist weltweit einer der wenigen Eisbrecher, die Passagiere aufnehmen.

## Schiff

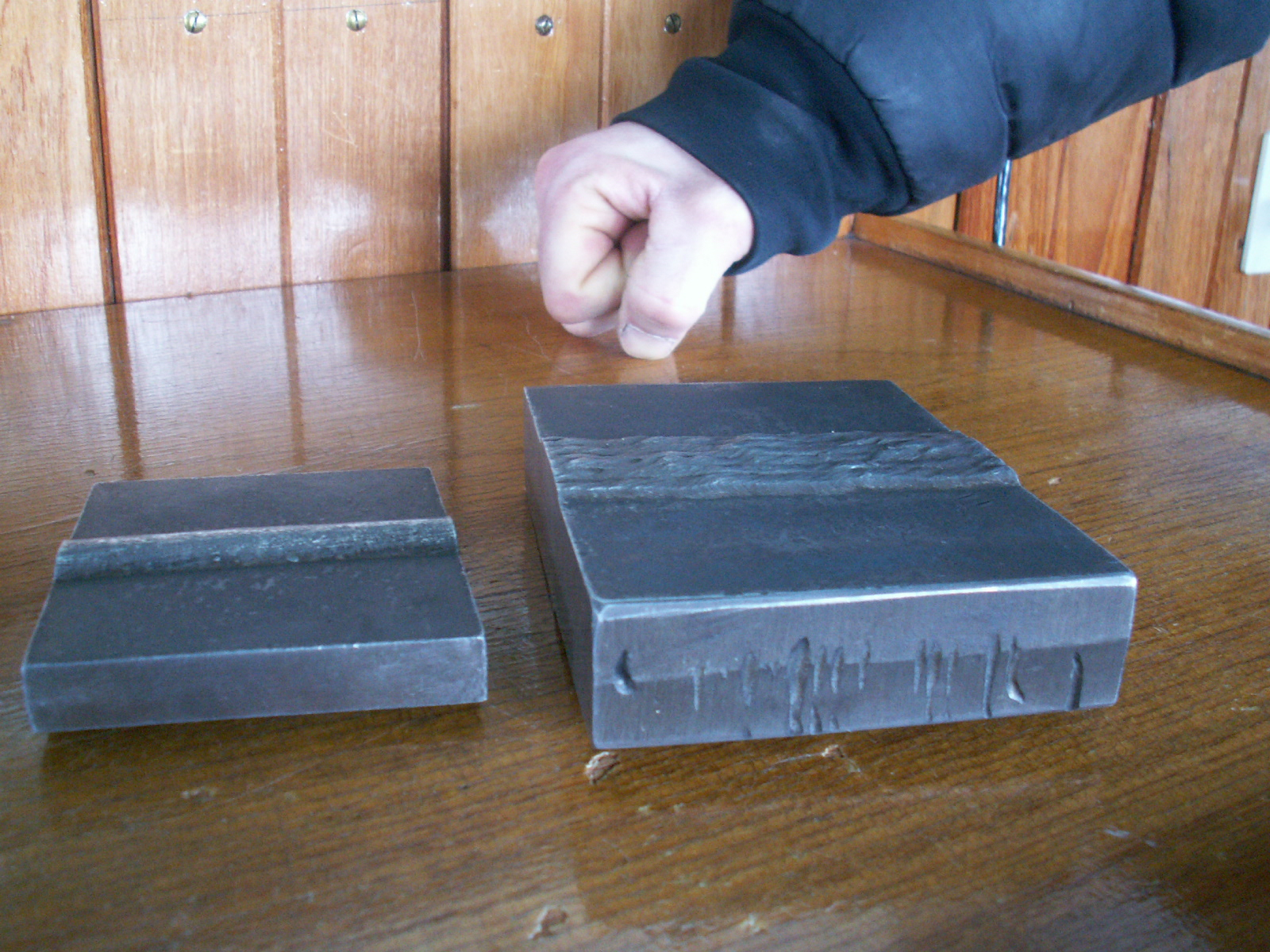
Ein Stück der Außenwandung der Sampo (rechts) im Vergleich zu der eines Standard-Schiffes vergleichbarer Größe

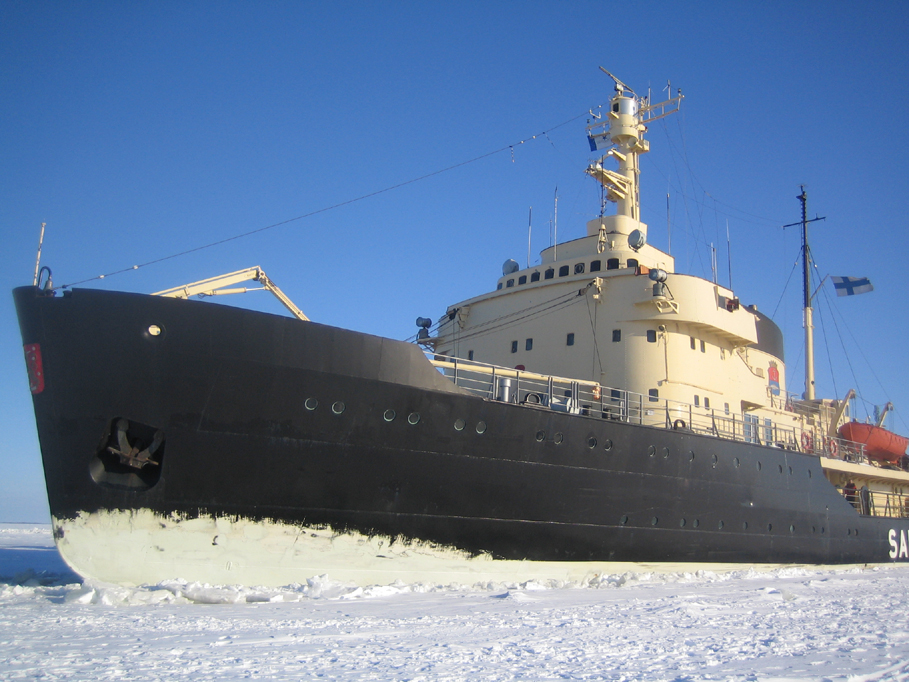
Die Sampo im Eis

Die Sampo ist einer von vier Eisbrechern der Karhu-Klasse, ihre Schwesterschiffe waren die Karhu, Murtaja und Hanse.
Angetrieben wird die Sampo von vier Wärtsilä-Sulzer Zweitakt-Dieselmotoren. Zusätzlich gibt es fünf wesentlich kleinere Hilfsdieselaggregate. Zusammen erbringen diese neun Motoren eine maximale Leistung von 8800 PS. Obwohl das Schiff mit für Direktantrieb passenden Langsamläufern ausgerüstet ist, sind die Propeller elektrisch angetrieben. Das hat den Vorteil, dass beim Rammeisbrechen wesentlich kürzere Schaltzeiten von Vorwärts- zu Rückwärtsfahrt zu realisieren sind als mit direktem Antrieb. Die Brechleistung liegt bei maximalen Festeisstärken zwischen 70 und 120 cm, wobei 50 cm starkes Festeis mit einer Geschwindigkeit von rund 8 Knoten gebrochen werden kann. Die Außenhautplatten sind im Eisbereich knapp 30 mm stark.

## Einsätze
Die Sampo war zu ihrer aktiven Zeit seit 1961 als Eisbrecher im Hafen Ajos, 11 Kilometer südlich von Kemi stationiert. Sie war von November bis Mai im Einsatz. Ihr Einsatzgebiet reichte dabei vom nördlichen bottnischen Meerbusen und dem Hafen von Kemi bis in den Süden nach Bornholm. Bei einer Rettungsmission 1963 fuhr sie bis in das Kattegat. Bereits Ende der 1970er Jahre wurde offensichtlich, dass eine neue Generation der Frachtschiffe größere Fahrrinnen benötigte, als die Schiffe der Karhu-Klasse sie erzeugen konnte. Trotzdem blieb die Sampo noch zehn Jahre im aktiven Einsatz. 1987 wurde sie außer Dienst gestellt, da die zu dieser Zeit fahrenden Frachtschiffe breitere eisfreie Bereichen benötigten, als die Sampo sie schaffen konnte.
Von Mitte Dezember bis Mitte April werden ein- bis dreimal am Tag vierstündige Fahrten auf dem vereisten nördlichen Bottnischen Meerbusen angeboten. Die Sampo kann bis zu 150 Passagiere transportieren. Das Eis ist dabei bis zu einem Meter dick, wobei das dickste Eis normalerweise im Februar und März vorkommt.
Neben dem obligatorischen Brunch, Mittag- oder Abendessen und der Schiffsführung bietet die Sampo auch einen ungewöhnlichen Zwischenstopp: Im Zuge dieser Fahrt gibt es die Möglichkeit, bei einem eigens dafür eingelegten Halt in einem frei gebrochenen Bereich in Neopren-Anzügen im Eismeer zu schwimmen, was der Lonely Planet als surreales Erlebnis beschreibt. Kombiniert werden diese Ausflüge oft mit Ski- und Motorschlitten- oder Hunde- und Rentiersafaris.
Diese Fahrt wird oft als die einzige Möglichkeit weltweit angepriesen, sich touristisch auf einem Eisbrecher zu bewegen. Es gibt aber auch andere Eisbrecher wie die russische Kapitan Chlebnikow, die Ähnliches bieten. Die Eisbrecherfahrt ist ein wichtiger Faktor für den Tourismus in Kemi, bringt er doch Touristen aus aller Welt in diese Stadt. Insgesamt kommen in der Saison etwa 10.000 bis 12.000 Touristen, von denen der größte Teil aus dem Ausland anreist.
Obwohl offiziell nicht mehr zu der finnischen Eisbrecherflotte gehörig, kommt es doch jeden Winter vor, dass die Sampo zu Hilfsdiensten eingesetzt wird und eine Fahrrinne für Frachtschiffe im nördlichsten Teil des Bottnischen Meerbusen aufbrechen und freihalten muss. Darüber hinaus dient das Schiff immer wieder Polarforschern und Ozeanographen, die auf der Sampo Daten sammeln und Modelle testen. 
Im Sommer kann man das Schiff besichtigen und im Bordrestaurant speisen. Außerdem kann die Sampo ganzjährig für spezielle Anlässe gechartert werden.

## Namensvettern
Bereits vor der heutigen Sampo gab es in der Zeit von 1898 bis 1960 einen finnischen Eisbrecher gleichen Namens. Ein 1896 gebauter deutscher Lotsenkutter trägt ebenfalls den Namen Sampo und dient als Museumsschiff. Ein 1925 bei Enso-Gutzeit Oy gebauter Holzbündel-Dampfer wurde als Sampo getauft.